# Saturn AL-31
O Saturn AL-31 é um modelo militar de turbofan. Foi desenvolvido pela Lyulka, atualmente NPO Saturn, na União Soviética, projetado para o caça de superioridade aérea Sukhoi Su-27. Produz o total de empuxo de 123kM (27,600 lb) no pós-combustão com o Al-31F, 137 kN (30,800 lb) no AL-31FM (AL-35F) e 145 kN (32,000 lb) no AL-37FU e suas variantes. Atualmente está presente em todos os Su-27 e derivados, assim como o Chengdu J-10 desenvolvido pela China.

## Variantes

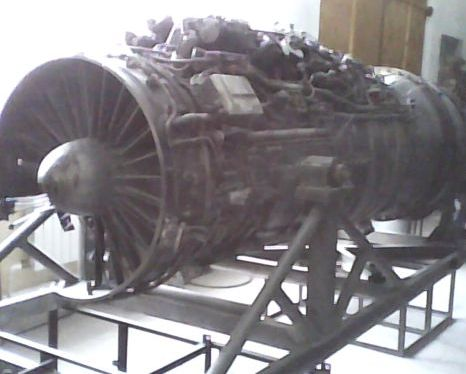
AL-31F
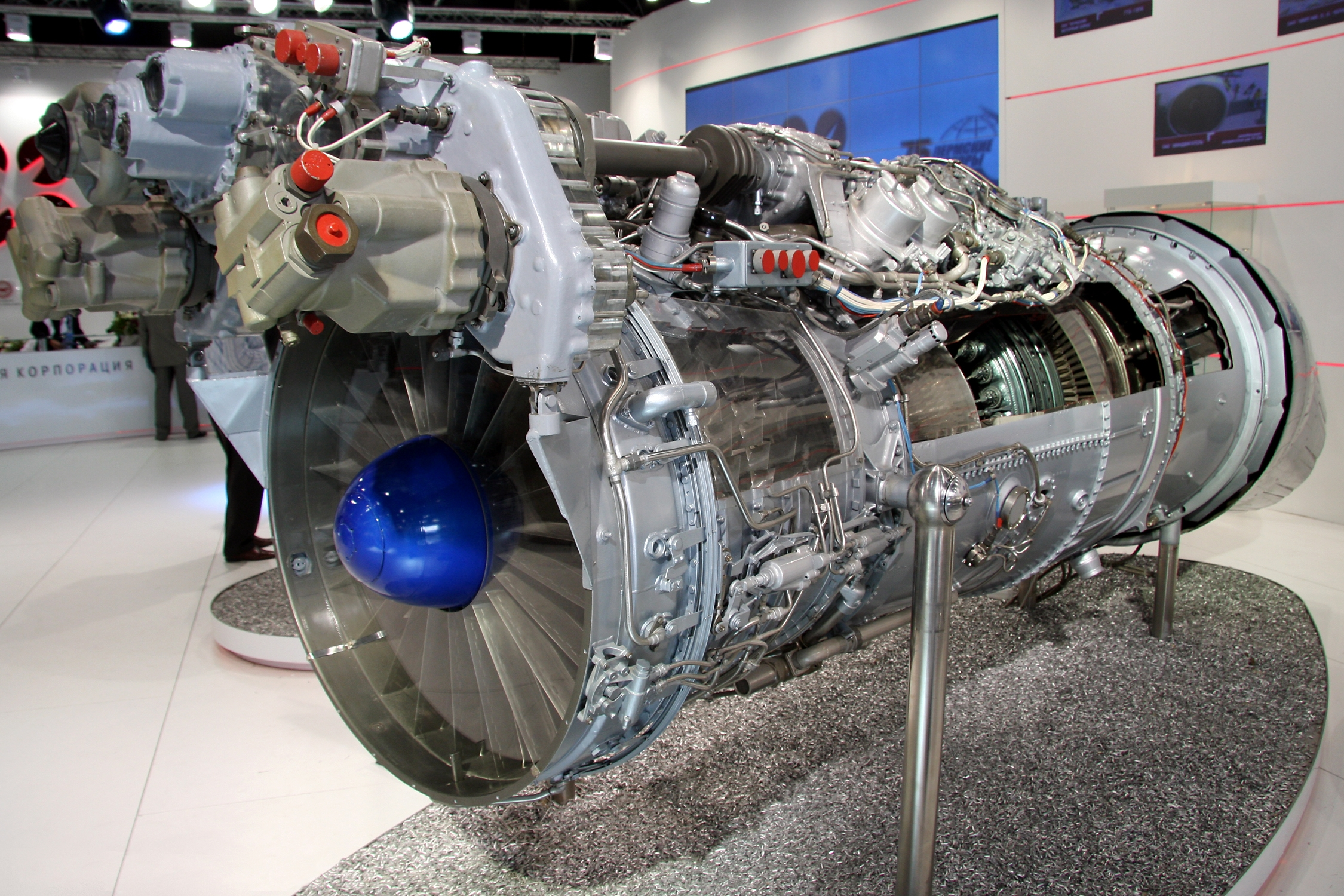
AL-31FP
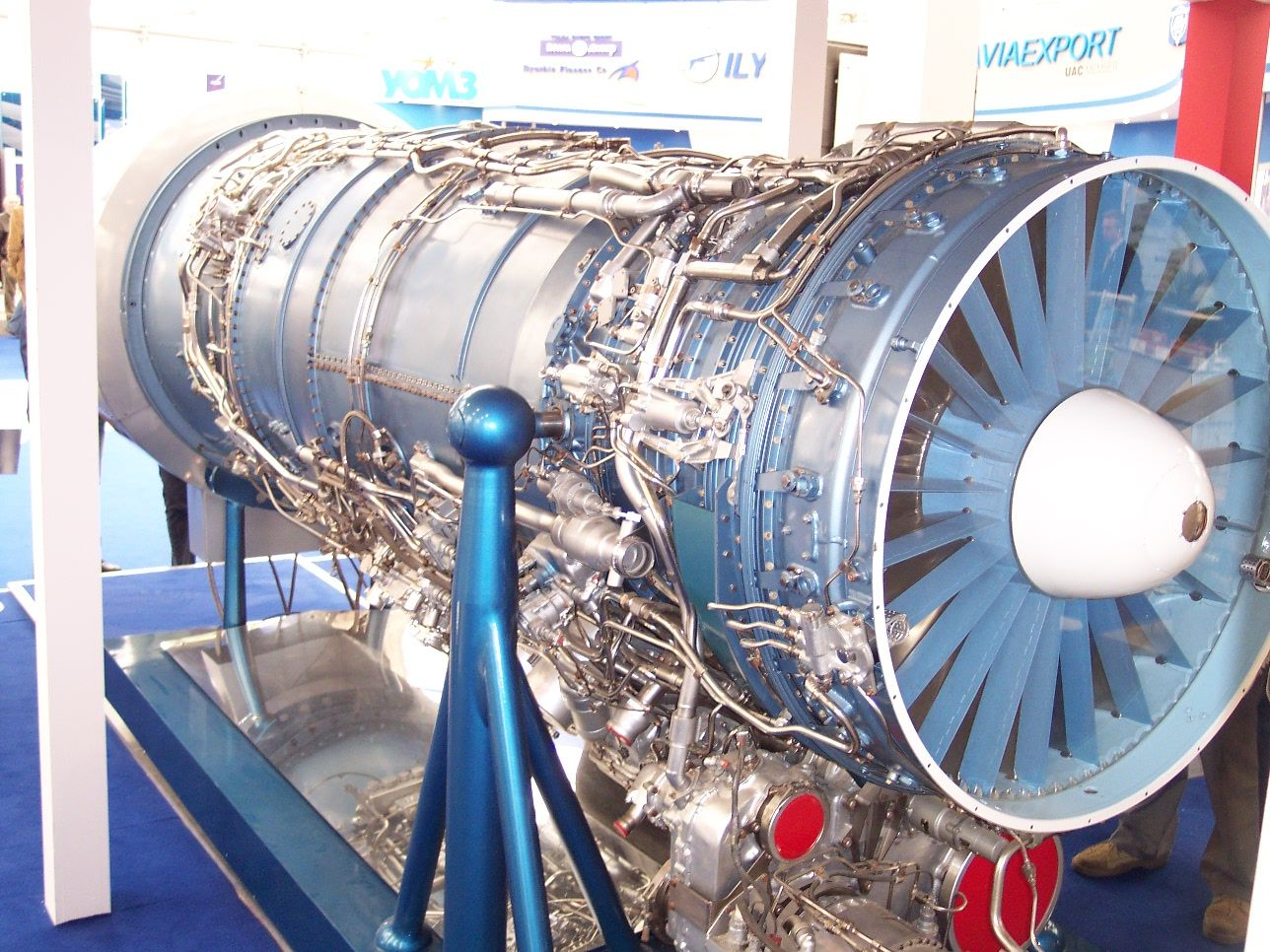
AL-31FN
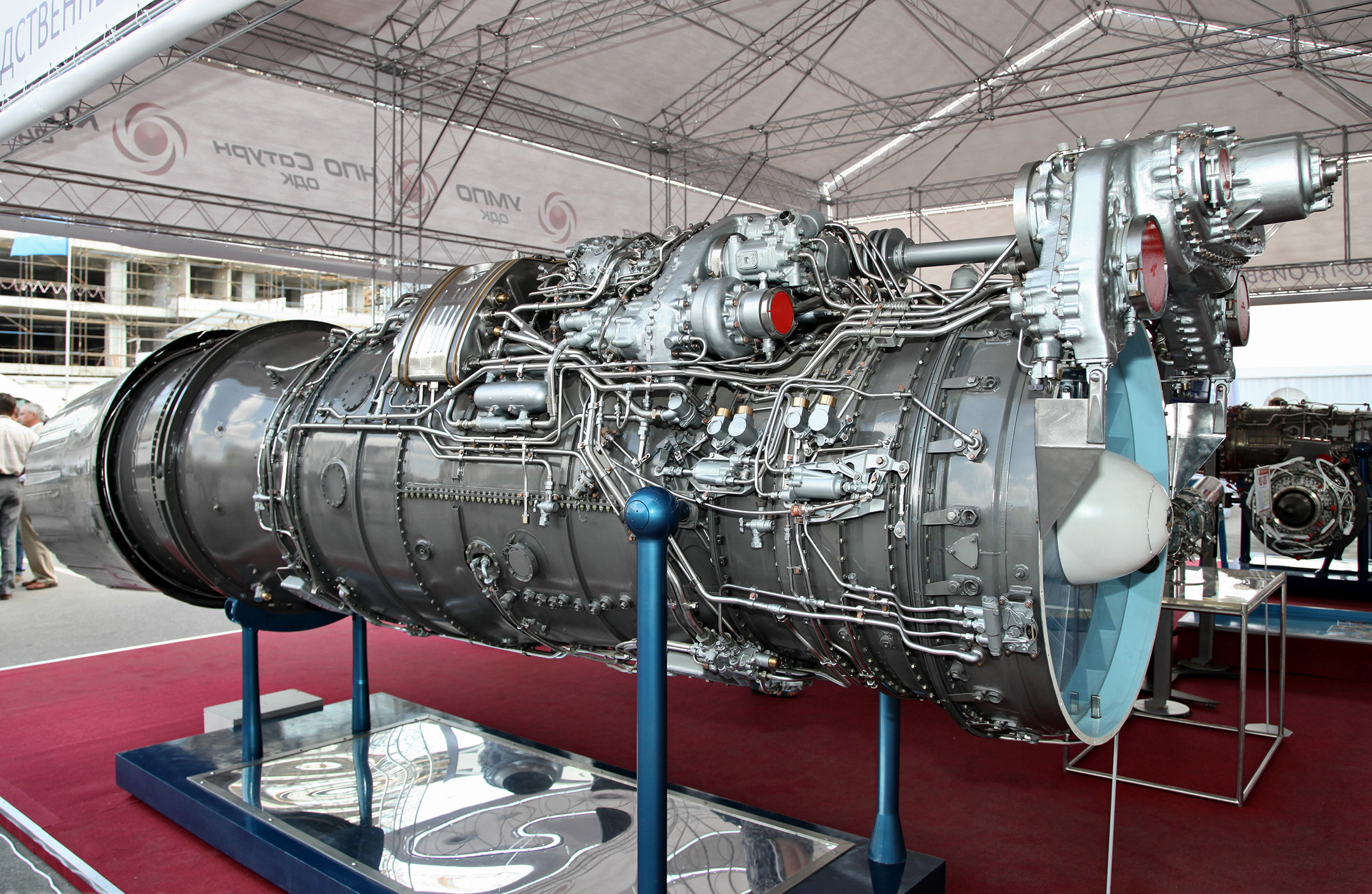
AL-31FM1
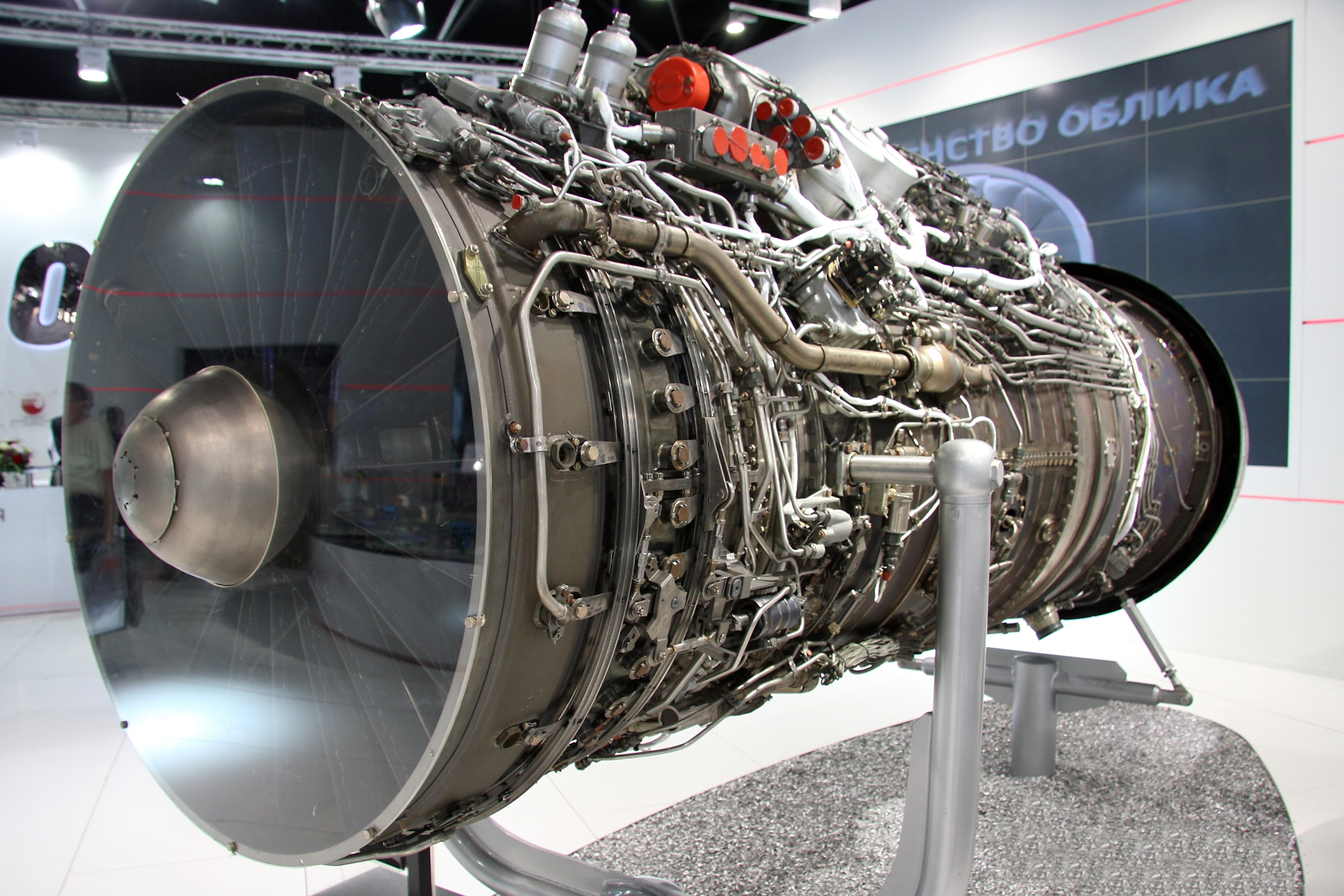
AL-41F1S

### Sumário
| Nome             | Descrição                                                    | Construtor     | Ano  | Empuxo                 | Empuxo vetorial | Aeronave                                                     | Status                          |
| ---------------- | ------------------------------------------------------------ | -------------- | ---- | ---------------------- | --------------- | ------------------------------------------------------------ | ------------------------------- |
| AL-31F           | Motor base desenvolvido para o caça Su-27                    | Salyut, UMPO   | 1981 | 123 kN (27 700 lbf)    | Não             | Su-27, Shenyang J-11, Sukhoi Su-30MKK, Sukhoi Su-30 (Salyut) | Em serviço/em produção          |
| AL-31F3          | Variante melhorada para variante naval Su-33                 | Saturn Lyul'ka |      | 125,57 kN (28 200 lbf) | Não             | Su-33                                                        | Em serviço/em produção          |
| AL-31FP          | Variante melhorada para Su-30MKI indiano com empuxo vetorial | Salyut, HAL    | 2000 | 123 kN (27 700 lbf)    | Sim             | Su-30 MKI, Sukhoi Su-30MKM                                   | Em serviço/em produção          |
| AL-31FN          | Variante melhorada para o Chengdu J-10                       | Salyut         | 2002 | 127 kN (28 600 lbf)    | Não             | Chengdu J-10                                                 | Em serviço/em produção          |
| AL-31FN Series 3 | Variante melhorada para o Chengdu J-10B                      | Salyut         | 2013 | 137 kN (30 800 lbf)    | Não             | Chengdu J-10                                                 | Em serviço/em produção          |
| AL-31F M1        | Versão melhorada para a Força Aérea Russa                    | Salyut         | 2007 | 135 kN (30 300 lbf)    | Sim             | Su-27SM, Su-30, Su-34                                        | Em serviço/em produção          |
| AL-31F M2        | Versão melhorada para a Força Aérea Russa                    | Salyut         | 2012 | 145 kN (32 600 lbf)    | Sim             | Su-27SM, Su-30, Su-34                                        | Em testes                       |
| AL-37FU          | Derivação avançada para o Su-37                              | UMPO           |      | 145 kN (32 600 lbf)    | Sim             | Su-37                                                        | Derivação avançada para o Su-37 |
| AL-41F1S (117S)  | Derivação Avançada para o Su-35                              | UMPO           | 2010 | 142 kN (31 900 lbf)    | Sim             | Su-35                                                        | Em serviço/em produção          |
| AL-41F1 (117)    | Derivação avançada para o Sukhoi PAK FA                      | UMPO           | 2010 | 147 kN (33 000 lbf)    | Sim             | Protótipo PAK FA                                             | Em serviço/em produção          |

De acordo com Victor Mihailovic Chepkin, designer chefe dos motores modelos 117 e 117S, o WS-10 chinês foi desenvolvido com auxílio da documentação técnica de manutenção do AL-31.  A China produz a maior parte das partes para o AL-31 em seus próprios programas de desenvolvimento, mas a maior parte das lâminas das turbinas são provenientes da Rússia.